# Il Pecorone
Il Pecorone è una raccolta di cinquanta novelle scritte da un non meglio identificato ser Giovanni Fiorentino tra il 1378 e 1385.
L'opera è conservata in tre manoscritti: il Laurenziano Rediano 161 databile al XVI secolo e conservato presso la Biblioteca Medicea Laurenziana di Firenze, il Codice 85 della Biblioteca Trivulziana di Milano, e il Codice magliabechiano II.IV.139 del XV secolo nella Biblioteca Nazionale Centrale di Firenze.
L'autore afferma nel prologo di aver iniziato a comporre l'opera nel periodo del tumulto dei Ciompi, nel 1378, ma non specifica quando l'ha finita; tuttavia, tramite informazioni ricavabili dalle novelle stesse, è possibile stabilire che fu quasi sicuramente terminata nei dieci anni seguenti e comunque non oltre il 1385.
La prima edizione della quale si ha notizia risale al 1558 ed è da attribuire a Lodovico Domenichi che fece diverse modifiche sia sul piano linguistico che su quello formale.

## Trama
Il testo contiene cinquanta novelle suddivise in venticinque giornate introdotte da un proemio e racchiuse in una cornice.
I protagonisti sono Saturnina, una giovane e bella suora di un convento di Forlì e Auretto, un giovane di Firenze, «savio, sentito e costumato e ben pratico di ogni cosa» che per conoscerla, avendone sentito lodare la fama, si fa frate e diventa cappellano nel monastero dove è rinchiusa la giovane. I due si innamorano e, per potersi almeno vedere, si mettono d'accordo per ritrovarsi ogni giorno ad una data ora in parlatorio dove, per consolarsi e cercare di frenare il loro ardente amore, si raccontano una novella.  Alla fine di ogni novella, e alla fine quindi di ogni giornata, i due giovani, alternativamente, pronunciano una canzonetta o ballata. La raccolta si chiude poi definitivamente con un sonetto che ha la funzione di epilogo.
La narrazione, come scrive Enzo Esposito, è «contrassegnata ancora da atteggiamenti ed esiti propri del modulo letterario nominato "locutio brevis" dalle "artes dictandi"».

## Origine
Chiara è l'influenza del Decamerone di Giovanni Boccaccio oltre alla Gemma ecclesiastica di Giraldus Cambrensis, il Dolopathos, il Libro de' sette savi, la Legenda Aurea e, per quanto riguarda i riferimenti di carattere storico, la Nova Cronica di Giovanni Villani; buona parte delle novelle, a partire dalla VII giornata, sono infatti dei veri e propri rifacimenti della Cronaca del Villani.
In certe novelle non sono poi estranei i legami con certe fonti popolari, con i fabliaux e, ancora, con alcuni avvenimenti di cronaca contemporanea che traggono ispirazione da alcuni personaggi di allora.
Tra le Novelle di Giovanni Sercambi, la LXXXVIII riecheggia la IX del Pecorone, mentre la vicenda di Giannetto, conosciuta attraverso la rielaborazione di William Painter, sarà ripresa ne Il mercante di Venezia da William Shakespeare.

## Edizioni
- Il Pecorone di ser Giouanni Fiorentino, nel quale si contengono cinquanta nouelle antiche, belle d'inuentione et di stile, In Milano: appresso di Giouann'Antonio de gli Antonij, 1554
- Il pecorone di ser Giouanni Fiorentino, nel quale si contengono cinquanta nouelle antiche, belle d'inuentione et di stile, In Vinegia: appresso Domenico Farri, 1565
- Il pecorone di ser Giouanni Fiorentino, nel quale si contengono quarant'otto nouelle antiche, belle d'inuentione, & di stile. Al ... sig. Gasparo Curto Nascimbeni ..., In Treuigi: appresso Euangelista Deuchino, 1601
- Il Pecorone di ser Giovanni Fiorentino nel quale si contengono cinquanta novelle antiche belle d'invenzione e di stile. Tomo primo [-secondo], Londra [i.e. Livorno] : presso Riccardo Bancker [i.e. Tommaso Masi], 1793
- Il pecorone di ser Giovanni Fiorentino nel quale si contengono cinquanta novelle antiche belle d'invenzione e di stile, Milano: dalla Società tipografica de' Classici italiani, contrada di s. Margherita, N. 1118, 1804
- Il pecorone di ser Giovanni Fiorentino nel quale si contengono cinquanta novelle antiche belle d'invenzione e di stile. Volume primo [-secondo] Milano: per Giovanni Silvestri, 1815
- Il pecorone di ser Giovanni Fiorentino nel quale si contengono cinquanta novelle antiche d'invenzione e di stile, Firenze: Tipografia Borghi e compagni, 1833
- Il pecorone, a cura di Carlo Gargiolli, Bologna: Zanichelli, 188..
- Il Pecorone: quindici novelle scelte, ser Giovanni Fiorentino; con prefazione di Giovanni Papini, Lanciano: R. Carabba, 1910
- Il Pecorone di ser Giovanni fiorentino e due racconti anonimi del Trecento, a cura di Salvatore Battaglia, Milano: Bompiani, stampa 1944
- Il Pecorone ser Giovanni; in appendice i Sonetti di donne antiche innamorate, del ms. 2., 2., 40 della Biblioteca nazionale centrale di Firenze; a cura di Enzo Esposito, Ravenna: Longo, stampa 1974